# Borgne (arrondissement)
Borgne  (em crioulo, Obòy), é um arrondissement do Haiti, situado no departamento do Norte. De acordo com o censo de 2003, Borgne  tem uma população total de 83.823 habitantes.

## Comunas
O arrondissement de Borgne  é composto por 2 comunas.
- Borgne
- Port-Margot